# Akrostih
Akrostih (grč. akro= krajnji, gornji; stih=red, redak u pjesmi) ili prvoslovka u književnosti je pjesma ili pjesmica, odnosno stihovna zagonetka u enigmatici, u kojoj početna slova stihova čitana odozgo prema dolje daju neku riječ. To je najčešće riječ koja označava temu pjesme, autora ili osobu kojoj je pjesma namijenjena. 
Pojam akrostih može označavati tu pjesmu, ali i samu riječ koju dobijemo čitanjem prvih slova stihova. Poznat je akrostih France Prešerna, koji je posvećen Julji Primicovoj iz njegova Sonetnog vijenca. 
| Josip Vidović Volim Magdalenu | France Prešeren Primicovi Jul'ji | Enes Kišević Voda je moja mati | Ljudevit Gaj Horvatzka (Luna Agramer Zeitschrift, 1826.) |
| --- | --- | --- | --- |
| Veliku radost pogled na nju daje Oči su njene biseri što sjaje Lice je njeno ogledalo sklada I osmjeh ima koji sv’jetom vlada. Misli su moje, njome omeđene Moje su snage, pred njom pobjeđene Amorov dodir, njena nježna ruka Glas njen je čista harmonija zvuka. Dobrotu neku pogled joj otkriva A opet isti zagonetku skriva Labirint snova, razuma i puti Ekstaza zv’jezda, u njemu se sluti. Naći ćeš ime i naći ćeš ženu, U akrostihu nađi tajnu njenu. | Poet tvoj nov Slovencem venec vije, Ran mojih bo spomin in tvoje hvale; Iz srca svoje so kali pognale, Mokrocvetoče rož'ce poezije. Iz krajev niso, ki v njih solnce sije; Celčas so blagih sapic pogrešale, Obdajale so vtrjene jih skale, Viharjev jeznih mrzle domačije. Izdihljaji, solze so jih redile, Jim moč so dale rasti neveselo, Ur temnih so zatirale jih sile. Lej 1 torej je bledo njih cvetje velo, Jim iz oči ti pošlji žarke mile, In gnale bodti nov svet bolj veselo. | Voda - kažem - i već žeđ bivam i žega. Ova voda bistra oku tako godi. Dovoljna je voda, pa da imaš svega. A što god se rađa, s vodom se i rodi. Je li voda stvarna? I tu je - i nije? Evo, među prste uhvatit se ne da. Mira ona nema ni kad se popije. O, uz vodu ovu, zar postoji bijeda? Ja sam čovjek jedan sav od kišnih niti. Al ipak bih rado oblak htio biti, Malo iznad nogu, krila i peraja - A dolje se na dnu Sane zrcaliti. Tako bih lebdio i bio u biti. I gledao bih vodu - sve dok ima sjaja. | Hrani sine rodna Zemlja slavna, Ova velim Zemlja preljubljena, Rodi sine med sestrami glavna Velikoga srca i plamena; Apostole visok' poštuvane, Ter na diku svetu izvišene; Zemlja rod' i viteze zebrane, Kralju vre od negda jako verne Aldove vu taboru đeđerne. |

Pojavljuje se i u Bibliji u Tužaljkama i u nekoliko Psalama (9, 10, 25, 34, 37, 111, 112, 119 i 145). 
Akrostih se danas poglavito koristi u enigmatici kao enigmatski zadatak iz skupine stihovnih zagonetki.
Objavljivan je i trenutno se objavljuje u »Kviskoteci« i »Kvizorami«.